# Breitenstein
Breitenstein è un comune austriaco di 333 abitanti nel distretto di Neunkirchen, in Bassa Austria.
È sede del Museo Ghega, dedicato all'ingegnere italiano Carlo Ghega.